# Diospyros major
Diospyros major är en tvåhjärtbladig växtart som först beskrevs av Johann Georg Adam Forster, och fick sitt nu gällande namn av Bakh. Diospyros major ingår i släktet Diospyros och familjen Ebenaceae. Inga underarter finns listade i Catalogue of Life.